# The First Settler's Story
The First Settler's Story è un cortometraggio muto del 1912 diretto da J. Searle Dawley.

## Produzione
Il film fu prodotto dalla Edison Manufacturing Company.

## Distribuzione
Distribuito dalla General Film Company, il film - un cortometraggio in una bobina - uscì nelle sale cinematografiche degli Stati Uniti il 20 dicembre 1912. Venne distribuito anche nel Regno Unito il 15 marzo 1913.